# حركة خاصة

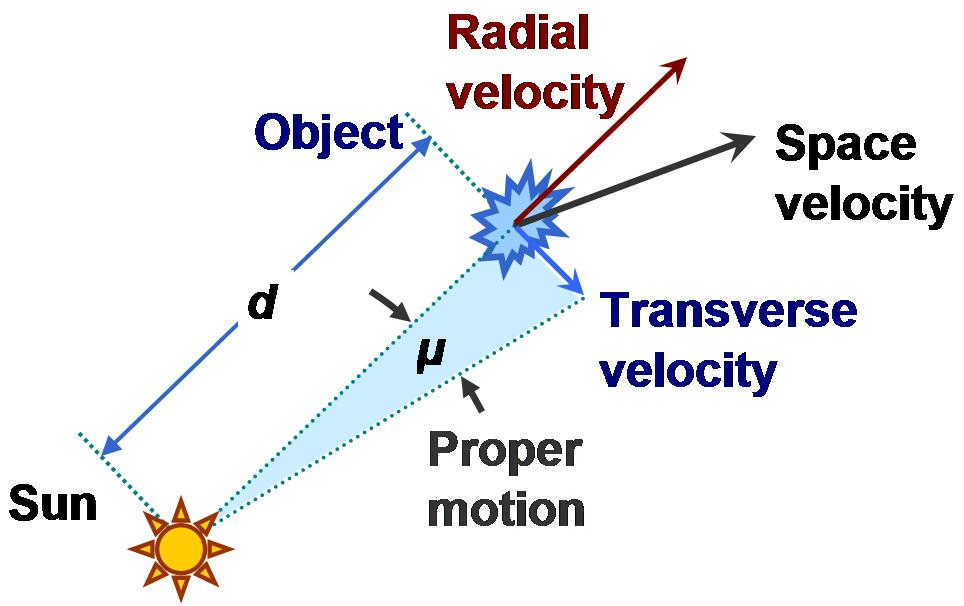
العلاقة بين الحركة الخاصة لأحد الأجرام و مركبتي السرعة الشعاعية والسرعة العرضية بالنسبة للشمس .μ هي زاوية التزيح في وحدة الزمن عندما تكون السرعة العرضية v_{t}.

في علم الفلك الحركة الخاصة (بالإنجليزية : Proper Motion) هي الحركة الحقيقية لأحد النجوم (أي أنها ليست مجرد حركة ظاهرية). المقياس المُستخدم لحساب هذا التحرك هو عدد الثواني القوسية التي يقطعها النجم في السنة الأرضية الواحدة (3600 ثانية قوسية = درجة قوسية واحدة). ويتم عادة قياس هذه الحركة بقياس تأثير دوبلر حيث أن انزياح خطوط طيف النجم نحو الأزرق يعني أن الجرم يقترب من الأرض أو الانزياح نحو الأحمر يعني أن الجرم يبتعد عن الأرض.
يتم وصف الحركة الخاصة بقياسين: الموقع الزاوي والحركة الخاصة نفسها. حيث إن الموقع الزاوي هو اتجاه حركة النجم على القبة السماوية (0 درجة تعني أنه يتحرك إلى الشمال و90 درجة تعني أنه يتحرك إلى الشرق إلخ..) أما الشيء الثاني فهو سرعة الحركة الخاصة للنجم ويُستخدم عدد الثواني القوسية التي يقطعها النجم في السنة كوحدة. وبالإمكان أيضا استخدام الميل الفلكي والمطلع المستقيم من أجل ذلك.
في كثير من الحالات تكون الحركة الخاصة لنجم ناشئة عن دورانه حول قرين له في نظام نجم ثنائي أو في نظام متعدد النجوم، حيث تؤثر النجوم عل بعضها البعض بقوة الجاذبية.

## النجوم ذات الحركة الخاصة

صورة متحركة تظهر كيفية تحرك نجم برنارد ما بين عامي 1985 و2005.

من الممكن أن تسبب أشياء عديدة الحركة الخاصة للنجم، فمثلا كوكبة الدب الأكبر كان شكلها مختلفا جدا قبل مليون سنة وذلك لأن معظم نجومها تملك حركة خاصة. فقد كانت أجزاءٌ من عنقود نجمي مفتوح يتفكك الآن وتتحرك نجومه مبتعدة عنه ومتجهة نحو نقطة محددة في برج الرامي، وهذا ما يُعرف بمجموعة الدب الأكبر المتحركة.
وأكبر حركة خاصة مُسجلة حتى الآن هي حركة نجم برنارد الذي يقطع 10.3 ثانية قوسية في السنة الأرضية الواحدة. وهو ثاني أقرب نجم إلى الأرض بعد الشمس ورجل القنطور (وذلك إذا حسبنا نجوم رجل القنطور الـ3 كنجم واحد، وهم يبعدون عنا نحو 33و4 سنة ضوئية) ، فيبعد برنار عنا نحو 6 سنوات ضوئية فقط. ولكن قدره الظاهري هو 10 تقريباً، ولا يمكن رؤيته بالعين المجردة، لأنه قزم أحمر.

## حركة سديم المثلث
سديم المثلث هو أحد المجرات المجاورة لنا في مجموعتنا المحلية . يبعد عنا نحو 3 ملايين سنة ضوئية، وهو أقرب المجرات لنا بعد مجرة أندروميدا التي تبعد عنا نحو 4و2 مليون سنة ضوئية. وهو من السدم السماوية التي قام العلماء بدراسة حركتا الخاصة . وهي تقدر بنحو 50 ميكروثانية قوسية في السنة . تدل حركة سديم المثلث أنه يتحرك في اتجاه مجرة المرأة المسلسلة.